# Бендер, Август
Август Генрих Бендер (нем. August Heinrich Bender; 2 марта 1909, Кройцау, Германская империя — 29 декабря 2005, Дюрен, Германия) — штурмбаннфюрер СС и врач концлагеря Бухенвальд. После войны работал врачом в Кельце в общине Феттвайс.

## Биография
Август Бендер родился 2 марта 1909 года в семье казначея Иоганна Михаэля Бендера и его жены Марии Агнес. Посещал народную школу пока не перевёлся в гимназию в Дюрене, где весной 1929 года сдал экзамены на аттестат зрелости. Впоследствии изучал медицину в университетах Бонна, Кёльна, Фрайбурга и Киля, сдав в 1935 году государственный экзамен. В Киле получил докторскую степень по медицине.
1 мая 1933 года вступил в НСДАП (билет № 2087161). 1 ноября 1933 года был зачислен в СС (№ 194671). С ноября 1938 года был руководящим санитарным офицером в штандарте СС «Тюрингия» и принадлежал к медицинскому персоналу, отвечавшего за охрану СС, их семей и заключенных концлагеря Бухенвальд. Изначально Бендер занимался в основном медицинским обслуживанием охраны и их семей, но также временно исполнял обязанности лагерного врача. С началом Второй мировой войны Бендер был направлен в качестве войскового врача в дивизию СС «Мёртвая голова», где служил в разведывательном и противотанковом батальоне. С августа 1944 года по 11 апреля 1945 года Бендер был вторым лагерным врачом в концлагере Бухенвальд под руководством главного врача Герхарда Шидлауски. Основные задачи Бендера включали отбор заключенных, пригодных для работы в трудовых командах, и связанный с этим отбор больных и слабых для дальнейшего уничтожения. Бендер также отбирал заключенных для подлагеря Бухенвальда Ордурф, где заключенные должны были выполнять принудительные работы в туннелях при катастрофических условиях жизни и снабжения на секретном строительном проекте S III.
Бендер также принимал значительное участие в отборе евреев, некоторые из которых были несовершеннолетними, а также цыган, которых транспортировали в лагерь уничтожения Биркенау осенью 1944 года.
После окончания войны Бендер, скрывшийся в так называемой альпийской крепости, был арестован около Миттерзиля в Австрии и доставлен в Дахау. Вместе с Гансом-Теодором Шмидтом, Гансом Мербахом, Максом Шобертом, Альбертом Шварцем и Отто Барневальдом, которые также служили в Бухенвальде, он также ранее был недолго интернирован в американском лагере для военнопленных Бад-Айблинге и был допрошен в центре допросов группы армий США в Оберурзеле.
В рамках процессов Дахау Бендеру были предъявлены обвинения на Бухенвальдском процессе с 30 другими подсудимыми. Согласно показаниям бывших заключённых, Бендер принимал участие в селекциях, а отдельные свидетели также выдвигали обвинения в том, что он плохо обращался с заключёнными. Медсестры лазарета для заключенных, где Бендер работал лагерным врачом, свидетельствовали, что он никогда плохо не обращался с заключенными, имел хорошую репутацию в Бухенвальде и, более того, не делал никаких дискриминационных различий в обращении с заключёнными. 14 августа 1947 года Бендер был приговорён к десяти годам заключения за пособничество и участие в преступлениях в концлагере Бухенвальд, а позже срок был сокращён до трёх лет заключения. В июне 1948 года был освобожден из Ландсбергской тюрьмы.
После освобождения Бендер дал показания под присягой в Кройцау 8 ноября 1948 года, в которых сообщил о жёстких методах допроса и жестоком обращении осенью 1945 года со стороны американских офицеров в Оберурзеле . Немецкий историк Йенс Вестемайер называл это «сказкой о камере в Оберурзеле, нагретой до 80 градусов». Несмотря на бывшее членство в СС, он был классифицирован в ходе денацификации как «попутчик».
В 1949 году поселился в Кельце в общине Феттвайс, где работал врачом на дому до 1988 года. С 1953 года и до роспуска в 1993 году состоял в товариществе Дюрен, принадлежавшему Обществу взаимопомощи бывших членов войск СС (ХИАГ). Умер в декабре 2005 года в Дюрене.